# اسکات ترا
اسکات ترا (انگلیسی: Scott Terra؛ زادهٔ ۲۵ ژوئن ۱۹۸۷) یک هنرپیشه، و بازیگر سینما اهل ایالات متحده آمریکا است.
از فیلم‌های معروف او می‌توان به بازی در فیلم هیولاهای هشت‌پا و دیکی رابرتس اشاره کرد.